# 江為
江为（?—?），宋州（今河南商丘）人。
江洪之後。早年避乱迁居建阳（今屬福建）。曾游庐山。由於科場屢試不第，一直怏怏不樂，打算前往吴越發展，結果被同謀告發，被殺身亡。一說是替福州友人草擬降書，被逮獲，慘遭株連。據說臨刑前有絕命詩云：“黄泉無旅店，今夜宿誰家”。工於詩，诗學陈贶，著有诗集一卷，已佚。《全唐诗》存其詩八首，另有二個殘句。